# Regiment Dragonów Królewicza Imci Wielkiego Księstwa Litewskiego

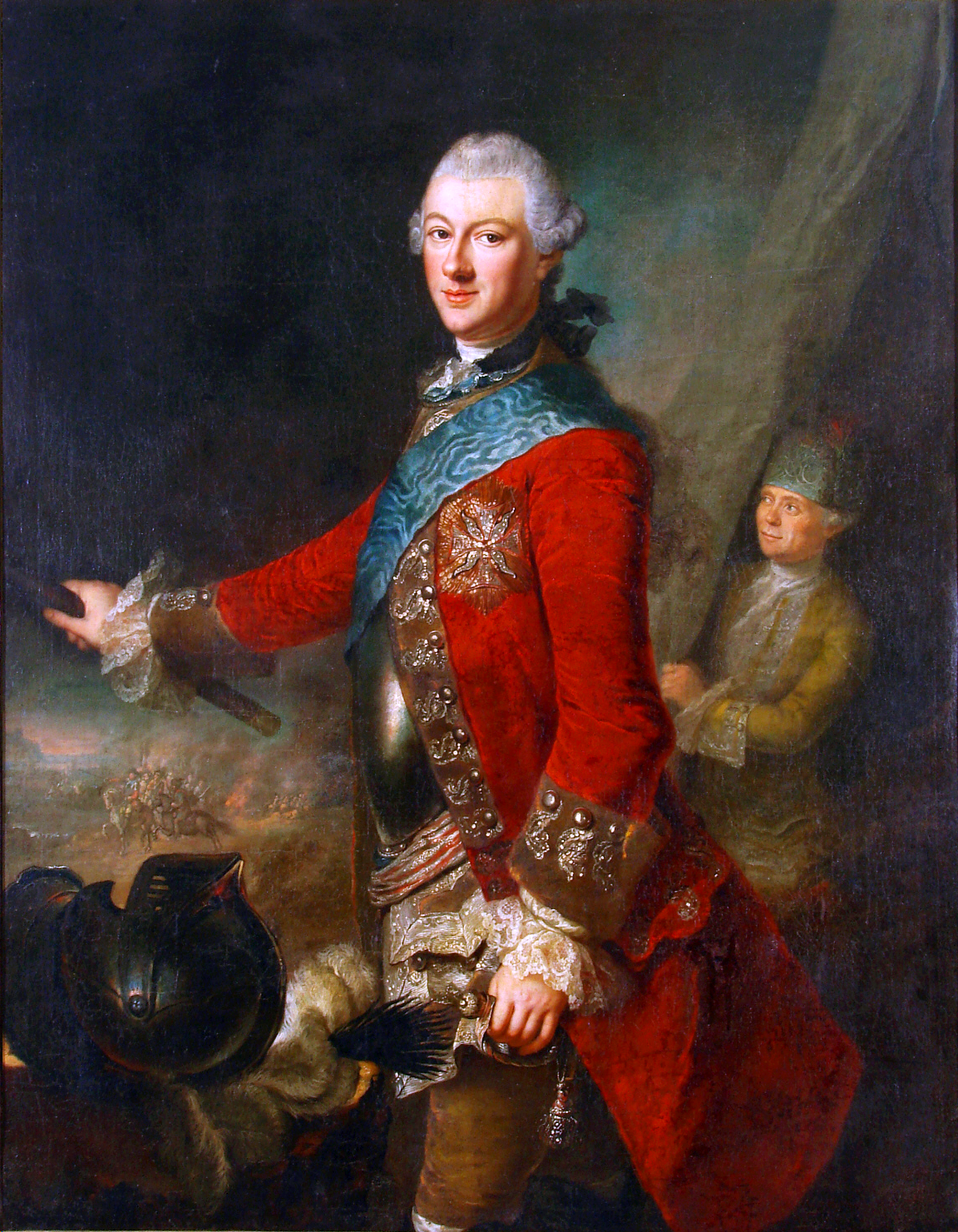
Michał Kazimierz Ogiński

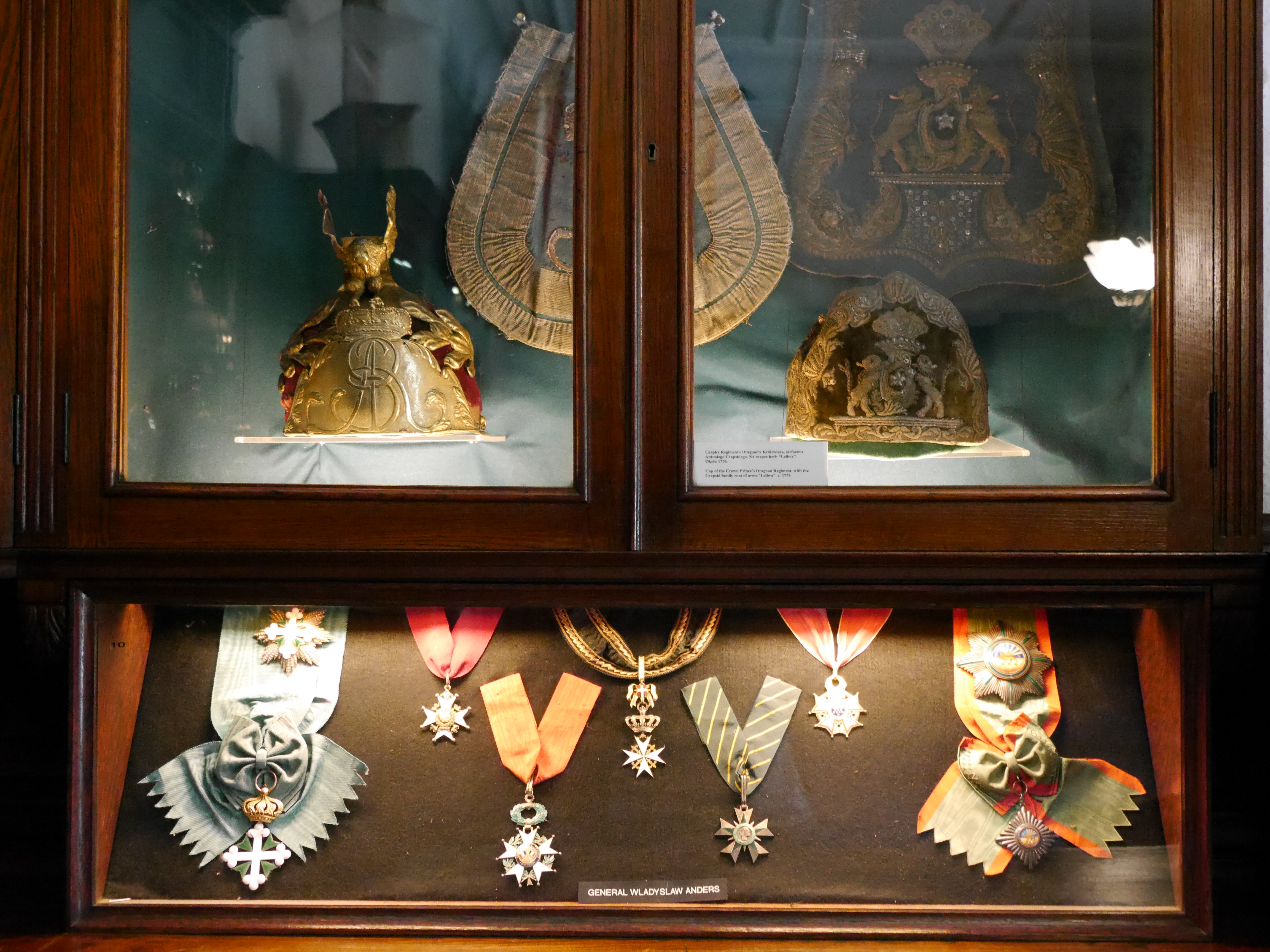
Czapka Regimentu Dragonów Królewicza

Regiment Dragonów Królewicza Imci Wielkiego Księstwa Litewskiego – oddział jazdy armii Wielkiego Księstwa Litewskiego wojska I Rzeczypospolitej.
Dowódcą oddziału był gen. Michał Kazimierz Ogiński (pisarz polny W.Ks.Lit.) (1717–1762).
30 kwietnia 1775 litewski Regiment Dragonów Królewicza został spieszony (przeformowany w 5 Regiment Pieszy Litewski).

## Stanowisko
- Pińsk[1]